# Свети Георги (Трудовец)
„Свети Великомъченик Георги“ е българска средновековна православна манастирска църква от XIV век. Разположена е на 1 km северозападно от село Трудовец, община Ботевград. Сградата е археологически паметник от национално значение.
До обителта може да се достигне като се отбие вляво от стария междуселски път Трудовец – Скравена, на около 400 – 500 m след последната махала на Трудовец. Теренът е подравняван, като има сведения и археологически доказателства за интензивна иманярска дейност около църквата.

## История
Няма сведения кога първоначално е възникнал манастира. Намерен фрагмент от мраморна колона дава известно основание на научните среди да смятат, че е построен на мястото на старохристиянски храм от V – VІ век.
Запазено сред населението предание гласи, че е издигнат върху могила, заобиколена с вода, до която се стигало с лодка. В историята на с. Боженица се споменава за пътечка, която е минавала близо до Лъжанското манастирче. Легендата разказва още, че до манастирчето имало кладенец, в който бягащ от русите бей, имащ на север чифлик, пуснал котел с жълтици. И сега има местности на север от манастирчето, които се наричат „Турските орници“ и „Чифликът“.
Днес от манастира, видимо над земята, е останала само грохналата сграда на манастирската църква. Тя е еднокорабна, едноапсидна с полуцилиндрично сводесто покритие. Градежът е от ломени камъни споени с хоросан, а сводът и апсидата са изградени с продълговати травертинови блокове. В средата, по цялата дължина на свода има пропукване на спойката на блоковете, поради което опасността от срутване на целия покрив е голяма. Когато в началото на ХХ век минава проф. Петър Мутафчиев, той констатира, че стенописите по изпълнение напомнят на „най-хубавите иконописни паметници от епохата на ХVІ – ХVІІ век“. Тогава той описва все още запазените фрески и надписи на старогръцки и църковнославянски език. Сред стенописите споменава образите на Богородица с Исус и на двама ангели от страните ѝ; Успение Богородично; Влизането на Исус в Йерусалим; Рождество Христово; Сцени от Новия завет; Няколко пояса със светци; Архангел Михаил; Константин и Елена; Св. Георги; Йоан Кръстител и много други..
През 2010 г. се подема инициативата този исторически храм да бъде възстановен. Към идеята се присъединяват църковното настоятелство на храма в Трудовец, гражданско сдружение „За чиста природа“, както и жители на селото. За възстановяването на стария християнски храм „Св. Георги“ е открита дарителска банкова сметка.
С писмо №4665/6 от 10.08.1987 г. Министерство на културата обявява Средновековна църква „Свети Георги“ за археологически паметник с национално значение.

## Археологически проучвания
През май – юни 2016 година се провеждат археологически разкопки, като първа стъпка в инициативата за реставрация и консервация на храма.
Първата църква е опожарена в края на XIV век. Единични фрагменти от богатата пластична украса са документирани в сондажите, а части от строителната керамика са вложени при преизграждането ѝ през XVI век. Ориентацията на църквата се разминава с посочения храмов „патрон“, като надлъжната ос е с отклонение в южна посока и трябва да бъде отнесена към зимните църковни празници.
Възстановеният, по-късен храм е с нова визия, типична за периода на Османската империя, когато е сменен и храмовият празник посветен на Св. Вмч. Георги. Изградено е сводесто покритие от добре оформени бигорови блокчета, покрити отгоре с плочести камъни. Сводът, към момента на проучването, е компрометиран надлъжно и напречно. Църквата е с четири прозореца, два на южната и два на източната фасади. Западният прозорец на южната стена е ремонтиран през ХХ век, като са вложени съвременни строителни материали и части от покривни плочи. Отвън е изграден кожух от еднолицево оформени камъни със спойка от бял хоросан, като на места за подравняване е използвана строителна керамика от първия строителен период. Югозападният ъгъл на храма е ремонтиран през ХХ век с различни по форма и вид дебели плочести камъни. Цялата фасада, както и част от вътрешността на църквата са измазани с цимент в началото на XXI век.
Градежът и стенописите на късната църква дават основание, възстановяването да бъде отнесено преди началото на XVII век. Над входа е изградена ниша, облицована от бигорови блокчета, редуващи се неравномерно със строителна керамика. Според проф. Мутафчиев, в началото на ХХ век, в нея е било запазено стенописно изображение на Св. Георги, от което към момента личи само част от хоросановата подложка. По фасадите и около прозорците и входа е запазен конструктивен фриз от бигорови блокчета. На северната и южната стена те са на 1,80 m, а това е височината, от която се развива полуцилиндричния свод във вътрешността на храма.
Постройката е в изключително тежко състояние, въпреки че е запазена до покрив, поради което е направено аварийно укрепване. Още проф. Мутафчиев споменава за сериозни пропуквания в апсидното пространство и над входа от запад.
Във вътрешността са документирани няколко фрагмента от стенописната украса от XVI век и шест ниши. Видими са и три съвременни вмешателства в зидарията, едно от които е запълнено с варов разтвор през ХХ век. Нишите са типични за християнските храмове, с изключение на нишата в протезиса на северната стена, която е оформена във втория строителен период и е с остър връх, типичен за източните строителни практики, изграден също с по-дребен бигор. Силно обезличените стенописи от олтарното пространство са аварийно консервирани и демонтирани за съхранение в Историческия музей в Ботевград, а фрагмента, намиращ се над входа от запад е демонтиран и предаден на художник–реставратор за възстановяване.
Теренната документация включва 25 чертежа, между които: ситуационни заснемания, стратиграфски профили и подробни графики на външните и вътрешните лица на храма. Направена е пълна геодезия на съвременния терен, както и на самата църква. Събрани и обработени са над 500 фрагмента от стенописната украса, открити върху застлания с дребна строителна фракция под. Фрагментите са консервирани и са предадени в Исторически музей – Ботевград до изготвянето на проект за реставрация и консервация на паметника.
При проучването са инвентирани 16 находки, между които са накити от разкрития средновековен некропол, костните останки от документираните шест гроба и фрагменти от стенописната украса.
Най-впечатляващи са два гроба с погребения на жени. При едната е открит пръстен с врязана украса, а другата е била облечена с дълга дреха, с кант от втъкана сребърна украса, а на главата е имала покривало избродирано със сърма.
Църквата е със статут на паметник от национално значение и откритите християнски погребения, освен че се отнасят към втората половина на XIV век, са в пряка връзка с разположената в близост крепост Боженишки Урвич. Накитите открити в тях са типични за търновската ювелирна школа от епохата на Второто Българско царство.